# Modulación por desplazamiento mínimo

Diagrama de constelación en fase continua

La modulación por desplazamiento mínimo, también conocida como MSK (acrónimo inglés de Minimum-shift keying) es un tipo de modulación por desplazamiento de frecuencia de fase continua, inventado en 1956 y patentado en 1961 por los estadounidenses Melvin Doelz y Earl Heald. Al igual que OQPSK, MSK está codificado con bits alternantes entre los componentes de cuadratura, con el componente Q retrasado por la mitad del periodo de símbolo. Sin embargo, en lugar de los pulsos cuadrados que utiliza QPSK, MSK codifica cada bit como una media sinusoide, resultando una señal de envolvente constante, lo que reduce los problemas causados por la distorsión no lineal. Además de ser considerada como relacionada con OQPSK, MSK también puede ser vista como una señal de modulación por desplazamiento de frecuencia de fase continua (CPFSK) con una separación de frecuencias de la mitad de la tasa de bits.
En MSK, la diferencia entre la frecuencia superior y la inferior es idéntica a la mitad de la tasa de bits. En consecuencia, las formas de onda utilizadas para representar un 0 y un 1 difieren en exactamente la mitad de un período de la señal portadora. Por lo tanto, la desviación máxima de frecuencia es 0,25 veces la frecuencia máxima de modulación. Como resultado, el índice de modulación es 0,5. Este es el índice de modulación FSK más pequeño que se puede elegir de tal manera que las formas de onda para 0 y 1 sean ortogonales. Una variante de MSK llamada GMSK se utiliza en el estándar de telefonía móvil GSM.

## Representación Matemática
La señal a la salida del modulador está representada por la fórmula:
{\displaystyle s(t)=a_{I}(t)\cos {\left({\frac {{\pi }t}{2T}}\right)}\cos {(2{\pi }f_{c}t)}-a_{Q}(t)\sin {\left({\frac {{\pi }t}{2T}}\right)}\sin {\left(2{\pi }f_{c}t\right)}}
Donde: 
- {\displaystyle a_{I}(t)}: Señal en el canal "I".
- {\displaystyle a_{Q}(t)}: Señal en el canal "Q".
- {\displaystyle f_{c}}: Frecuencia de la señal portadora.

Usando identidades trigonométricas, lo anterior se puede reescribir como:
{\displaystyle s(t)=\cos \left[2\pi f_{c}t+b_{k}(t){\frac {\pi t}{2T}}+\phi _{k}\right]}
En esta ecuación bk(t) es +1 cuando {\displaystyle a_{I}(t)=a_{Q}(t)} y -1 si ambas son de signos opuestos, y {\displaystyle \phi _{k}} es 0 si {\displaystyle a_{I}(t)} es 1, y {\displaystyle \pi } de otro modo. De esta ecuación se deduce, por lo tanto, la señal es modulada en frecuencia y fase, y la fase cambia de manera continua y lineal.

## Modulación por desplazamiento mínimo Gaussiano
También conocida como GMSK (acrónimo inglés de Gaussian minimum-shift keying) es un esquema de modulación por desplazamiento de frecuencia de fase continua. Es similar a la modulación por desplazamiento mínimo (MSK); sin embargo, el flujo de datos digitales se forma primero con un filtro gaussiano antes de ser aplicada a un modulador de frecuencia, lo que tiene la ventaja de reducir la potencia de banda lateral y, a su vez, reduce la interferencia fuera de banda entre portadoras de señal en canales de frecuencias adyacentes. Sin embargo, el filtro gaussiano aumenta la memoria de modulación en el sistema y causa interferencia entre símbolos, por lo que es más difícil diferenciar entre diferentes valores transmitidos de los datos y requiere ecualización adaptativa en el receptor. La modulación GMSK tiene alta eficiencia espectral, pero necesita un nivel más alto de potencia que QPSK, por ejemplo, con el fin de transmitir fielmente la misma cantidad de datos. GMSK se utiliza sobre todo en la tecnología GSM y el Sistema de Identificación Automática para la navegación marítima.